# Trichobilharzia physellae
Trichobilharzia physellae är en plattmaskart. Trichobilharzia physellae ingår i släktet Trichobilharzia och familjen Schistosomatidae. Inga underarter finns listade i Catalogue of Life.